# Wes Craven's New Nightmare
Wes Craven's New Nightmare är en amerikansk skräckfilm från 1994, med regi och manus av Wes Craven.

## Handling
Den här filmen film baseras på 1984 års kultförklarade skräckfilm Terror på Elm Street i vilken man fick följa ungdomarna på Elm Street i deras kamp mot Freddy Krueger. Freddy var då han levde, en galen seriemördare med förkärlek till att döda små barn. Polisen grep honom, men på grund av en miss var de tvungna att släppa honom. Föräldrarna och andra i grannskapet tog då istället lagen i egna händer och letade då rätt på honom och brände honom levande. Freddy dog dock inte helt av detta utan lever kvar i mardrömmar tillhörande de barnen till de som tog hans liv. Genom dessa mardrömmar kan han åstadkomma fysisk skada som de drömmande får med sig då de vaknar. 
I denna film är återigen stora delar av originalfilmens huvudrollskaraktärer tillbaka, denna gång spelar de dock sig själva och Freddy Kreuger är för dem bara en filmkaraktär. Då man beslutat sig för att avsluta serien om Freddy märker man hur konstiga saker börjar hända. Heather som spelade Nancy ifrån den första filmen börjar bli förföljd och trakasserad av en man som påstår sig vara Freddy. När folk i hennes närhet snart börjar dö, börjar även hon och alla i hennes närhet förändras, de återupptar roller de hade i filmerna. Nu måste Heather kämpa för att hon och hennes son ska överleva mardrömmen som de befinner sig i.

## Om filmen
Wes Craven's new nightmare är den sjunde filmen i den kultförklarade serien om Freddy Krueger och Elm Street. Elm Street-filmerna och Fredag den 13:e-filmerna om Jason blev stora framgångar i skräckfilmsvågen på 80-talet. Filmen regisserades av Wes Craven, och är 112 minuter lång. Filmen innehåller flera kända personer som spelar sig själva.

## Andra delar i serien
- Terror på Elm Street (1984)
- Terror på Elm Street 2 – Freddys hämnd (1985)
- Terror på Elm Street 3 – Freddys återkomst (1987)
- Terror på Elm Street 4 – Freddys mardröm (1988)
- Terror på Elm Street 5 – The Dream Child (1989)
- Terror på Elm Street 6 – Freddy's Dead – The final nightmare (1991)
- Freddy vs. Jason (2003)
- A Nightmare on Elm Street (2010) (2010)

## Rollista (i urval)
- Heather Langenkamp – Heather Langenkamp / Nancy Thompson
- Robert Englund – Freddy Krueger / Robert Englund
- Miko Hughes – Dylan Porter
- Wes Craven –  Wes Craven